# Njegoševa ulica (Maribor)

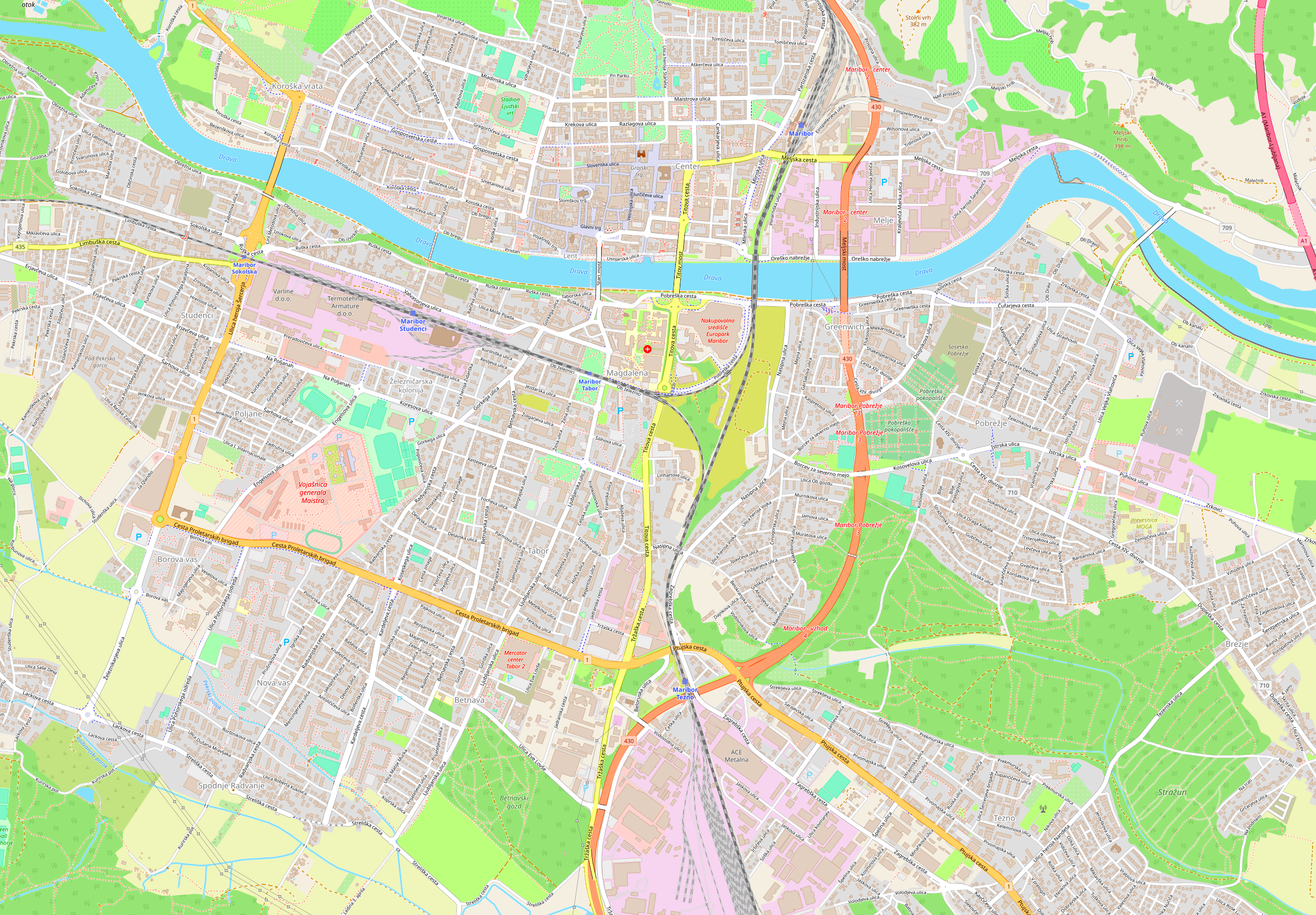

Petar II. Petrović Njegoš

Njegoševa ulica (Njegoš-Gasse) ist der Name einer Straße im Bezirk Koroska vrata der Stadtgemeinde Maribor, Slowenien. Sie ist benannt nach dem serbischen Dichter und Fürstbischof von Montenegro Petar II. Petrović-Njegoš (1813 bis 1851).

## Lage
Die Straße beginnt an der Kreuzung der Vrbanska cesta mit der Kamniška ulica. Sie verläuft nach Südwesten und endet an der Einmündung der Marionova ulica. Die Straße stellt den Abschluss der nordwestlichsten Bebauung von Koroška vrata dar und verläuft am Rand der Grünflächen, welche sich bis zum Stadtbezirk Kamnica erstrecken. 

## Abzweigende Straßen
Die Straße berührt folgende Straßen (von Osten nach Westen): Žnidaričeva ulica, Podjunska ulica, Medvedova ulica und Ulica Lizike Jančar.